# Phyllis Curott
Phyllis Curott (Lynbrook, 8 febbraio 1954) è una saggista, avvocato e wiccan statunitense.
Laureata in legge alla New York University School of Law ed in filosofia presso la Brown University, avvocato impegnato nella difesa dei diritti civili, è fondatrice, sacerdotessa e presidente del Tempio di Ara, una delle più antiche congreghe della wicca sciamanica degli Stati Uniti.
Membro del United Nations' NGO Committee on the Status of Women, la Commissione delle Organizzazioni Non-Governative sulla Condizione Femminile dell'ONU, ha partecipato alla IV Conferenza Mondiale ONU sui diritti della donna svoltasi a Pechino nel 1995, ed è  stata una dei finalisti al Walter Cronkite Faith and Freedom nel 2000, un premio istituito dalla Interfaith Alliance Foundation.
Regista di cortometraggi, ha prodotto nel 1989 un film selezionato per il Festival del Cinema di Venezia: "New Year's Day" del regista Henry Jaglom, con David Duchovny e Miloš Forman .
Dal 1998 a oggi ha pubblicato numerosi libri sulla Wicca, raggiungendo una grande popolarità grazie soprattutto al bestseller internazionale "BOOK OF SHADOWS: A Modern Woman's Journey into the Wisdom of Witchcraft and the Magic of the Goddess (Broadway Books, 1998) (Il sentiero della Dea)

## Opere pubblicate in Italia
- 1999 Il sentiero della Dea (Sonzogno), ISBN 8845417042
- 2000 Una strega a New York (Sonzogno), ISBN 8845419967
- 2004 L'arte della magia (Sonzogno), ISBN 8845422798
- 2005 La magia dell'amore (Sonzogno), ISBN 884541292X
- 2019 Wicca, il libro essenziale (Armenia), ISBN 978-88-344-3320-1